# Буруновы
Буруновы — старинный род, производит себя от касожского князя Редеди, убитого в 1022 г. князем Мстиславом Владимировичем Тмутараканским, сыном киевского князя Владимира I Святого.
За (крещёного именем Роман) сына Редеди Мстислав отдал свою дочь Татьяну замуж.
Прямым потомком Романа Редедича и княжны Татьяны Мстиславны Тмутараканской (в XIV веке) был Михаил Сорокоум, боярин Ивана I Калиты.
Правнук Михаила Сорокоума, стольник Алексей Васильевич Бурун (Бархатная книга, XXXII, 252) (в XV веке) стал родоначальником рода Буруновых.
Буруновы владели поместьями в Ржевском, Вяземском и Старицком уездах, зачислены в число московских дворян, а также в XVIII веке, по личным заслугам зачислены дворянами Оренбургской губернии.